# Sztafeta 4 × 800 metrów
Sztafeta 4 × 800 metrów – jeden z najdłuższych lekkoatletycznych biegów sztafetowych.
Każdy z uczestników sztafety ma do pokonania dwa okrążenia stadionu. Pierwsza zmiana odbywa się na zasadach podobnych do indywidualnego biegu na 800 metrów, pierwszych 100 metrów zawodnicy pokonują biegnąc po torach, następnie schodzą do bandy i rywalizują ze sobą tak jak w biegu średnim. Jest to konkurencja nieolimpijska.
Rozgrywana jest tylko na mistrzostwach niektórych krajów oraz na mityngach.
Rekordy świata należą do Kenii wśród mężczyzn i Związku Radzieckiego wśród kobiet.

## Najszybsze sztafety w historii (stadion)[2]

### Mężczyźni
(stan na 7 marca 2014)

### Kobiety
(stan na 3 maja 2015)